# 聴潮閣

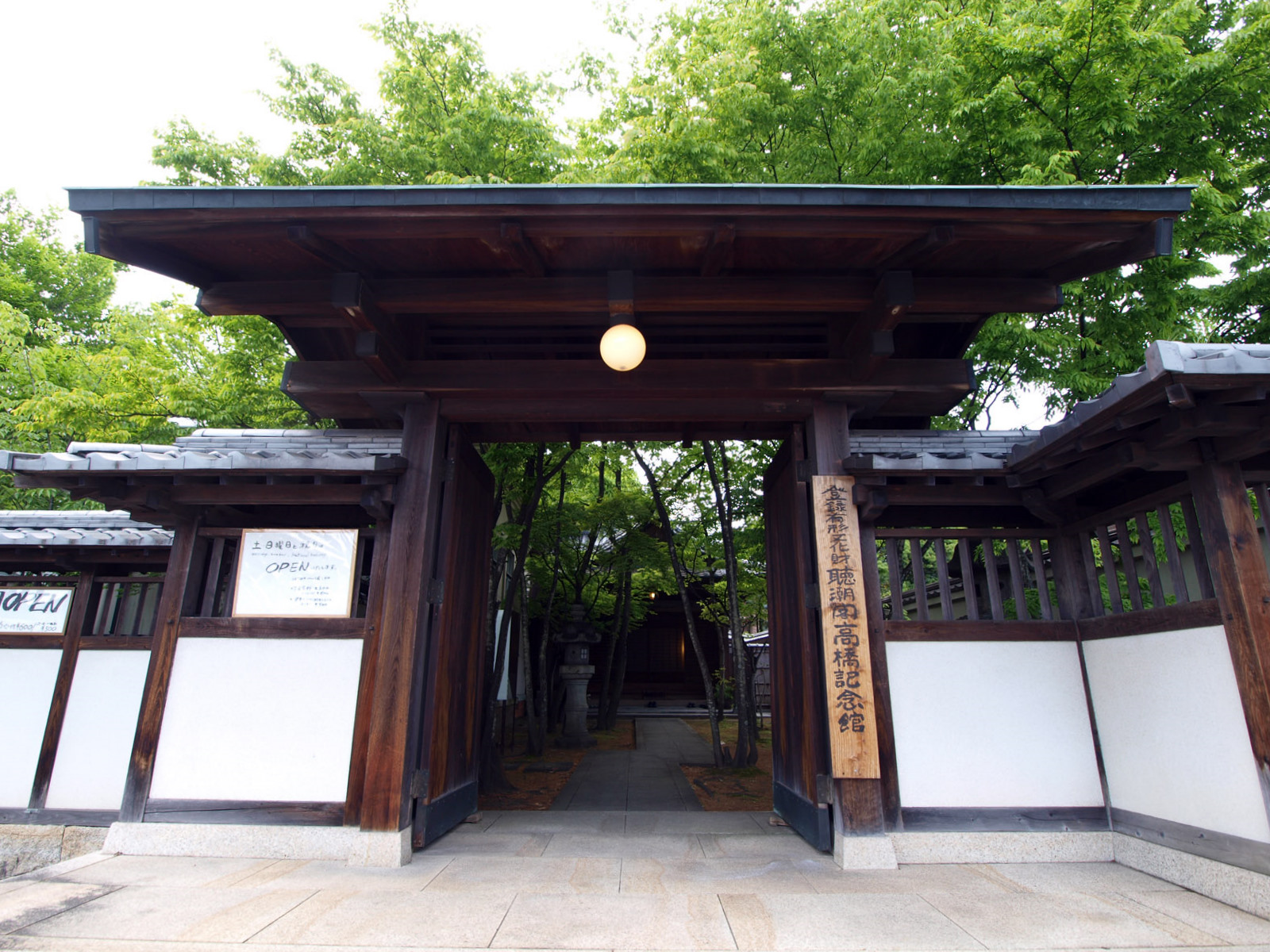
聴潮閣入口

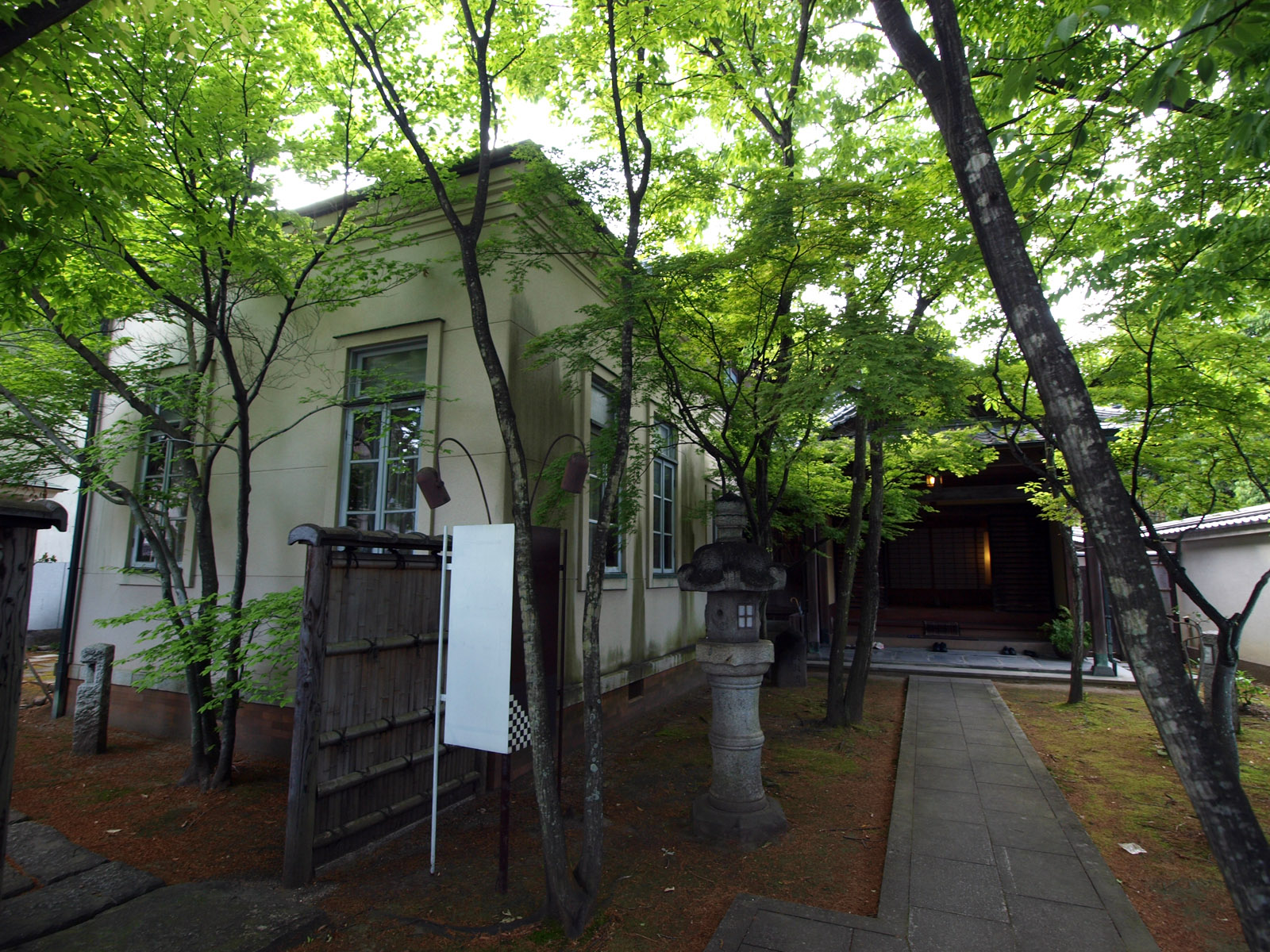
聴潮閣洋館（左）及び主屋（奥）

聴潮閣（ちょうちょうかく）は、大分県別府市青山町にある1929年（昭和4年）に完成した住宅建築。2001年8月28日に登録有形文化財に登録され、2007年には大分合同新聞によるおおいた遺産に選定されている。

## 概要
当時の大分県を代表する財界人であった高橋欽哉の自邸で、迎賓館としても用いられた。高橋欽哉は、1928年に浜脇高等温泉を開き、1929年には大分農工銀行（現在のみずほ銀行大分支店）の頭取に就任。別府商工会議所の初代会頭を務めるなど、別府市の観光と経済の発展に尽くした人物である。
建設当時の土地（別府市浜脇１丁目）は、大阪の豪商山本藤助が1918年に別府土地信託株式会社を設立して別府松原海岸を埋め立てた約３万坪の埋立地の一角で、1928年に埋め立てが終わった翌年に高橋が購入したものである。
この住宅は別府市浜脇に建てられていたもので、1989年に現在地に移築された。登録有形文化財に登録された2001年に聴潮閣高橋記念館として一般公開が始められ、昭和初期の別府の文物を展示するとともに、企画展も行われていた。また、2013年1月からは由布院美術館の閉館に伴い、その収蔵物であった佐藤溪の作品を展示する佐藤溪美術館として一般公開されている。
聴潮閣の主屋は台湾ヒノキ等の高級材を用いた木造2階建て入母屋造の近代和風建築で、他にアールデコ調の応接間のある洋館を持ち、小川三知のステンドグラスなども用いられた和洋折衷建築である。
大正時代から昭和にかけて日本全国に知られる温泉観光地として発展した別府には、数多くの近代的な公共建築や住宅建築などが建てられた。しかし、別府は第二次世界大戦の戦火を免れたにもかかわらず、戦後の観光開発などによってこれらの建築はほとんど現存していない。このうち一般公開を行っている住宅は聴潮閣のみであり、昭和初期の別府の繁栄ぶりを今日に伝える数少ない近代化遺産となっている。

## 交通
- JR九州日豊本線別府駅より徒歩約14分